# Championnat de Malte de football 2003-2004
Navigation
Saison précédente Saison suivante
La saison 2003-2004 de Premier League Maltaise était la quatre-vingt-neuvième édition de la première division maltaise.
Lors de cette saison, le Sliema Wanderers FC a conservé son titre de champion face aux neuf meilleurs clubs maltais lors d'une série de matchs se déroulant sur toute l'année.
Les dix clubs participants à la première phase de championnat ont été confrontés à deux reprises aux neuf autres. En gardant une partie des points acquis lors de la première phase, les six premiers se sont affrontés deux fois de plus pour se disputer la victoire finale et les quatre derniers pour éviter la relégation.
Le Sliema Wanderers FC a été sacré champion de Malte pour la vingt-cinquième fois.
Trois places étaient qualificatives pour les compétitions européennes, la quatrième place étant celle du vainqueur du Trophée Rothman 2003-2004.

## Qualifications en coupe d'Europe
À l'issue de la saison, le champion a participé au 1er tour de qualification de la Ligue des champions 2004-2005.
Le finaliste du Trophée Rothman, le vainqueur étant le Sliema Wanderers FC, et le deuxième du championnat ont pris les places pour la Coupe UEFA 2004-2005.
Enfin, la première équipe dans l'ordre du classement qui l'a souhaité a participé à la Coupe Intertoto 2004.

## Les dix clubs participants
| Club                  | Stade             | Capacité | Ville      |
| --------------------- | ----------------- | -------- | ---------- |
| Balzan Youths FC (en) | -                 | -        | Balzan     |
| Birkirkara FC         | Infetti Ground    | 2 000    | Birkirkara |
| Floriana FC           | -                 | -        | Floriana   |
| Hamrun Spartans       | Victor Tedesco    | 6 000    | Hamrun     |
| Paola Hibernians FC   | Hibernians Ground | 8 000    | Paola      |
| Marsaxlokk FC         | -                 | -        | Marsaxlokk |
| Msida Saint-Joseph    | -                 | -        | Msida      |
| Pietà Hotspurs        | -                 | -        | Pietà      |
| Sliema Wanderers FC   | Guze Fava Ground  | 4 000    | Sliema     |
| La Vallette FC        | -                 | -        | La Valette |

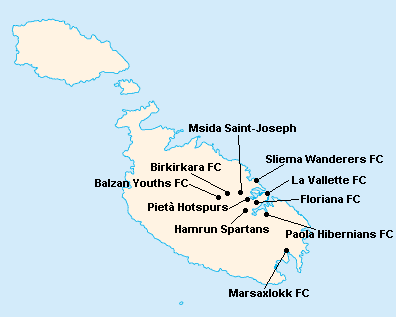
Localisation des clubs engagés dans le championnat.

L'île de Malte étant relativement petite, les clubs évoluent tous au stade National Ta'Qali (17 400 places). Certain cependant ont leur propre enceinte qu'ils peuvent éventuellement utiliser.

## Compétition

### Phase 1

#### Classement
| Rang | Équipe                      | Pts | J  | G  | N | P  | Bp | Bc | Diff |
| ---- | --------------------------- | --- | -- | -- | - | -- | -- | -- | ---- |
| 1    | Sliema Wanderers FC (T) (C) | 41  | 18 | 13 | 2 | 3  | 37 | 15 | +22  |
| 2    | Birkirkara FC               | 35  | 18 | 11 | 2 | 5  | 41 | 18 | +23  |
| 3    | Paola Hibernians FC         | 34  | 18 | 10 | 4 | 4  | 31 | 25 | +6   |
| 4    | Marsaxlokk FC               | 31  | 18 | 9  | 4 | 5  | 30 | 22 | +8   |
| 5    | Floriana FC                 | 27  | 18 | 7  | 6 | 5  | 33 | 26 | +7   |
| 6    | Pietà Hotspurs              | 27  | 18 | 7  | 6 | 5  | 28 | 25 | +3   |
| 7    | La Vallette FC              | 23  | 18 | 6  | 5 | 7  | 27 | 29 | -2   |
| 8    | Balzan Youths FC (en) (P)   | 18  | 18 | 5  | 3 | 10 | 22 | 37 | -15  |
| 9    | Msida Saint-Joseph (P)      | 10  | 18 | 2  | 4 | 12 | 18 | 35 | -17  |
| 10   | Hamrun Spartans             | 4   | 18 | 0  | 4 | 14 | 11 | 46 | -35  |

| Légende : Qualifications et relégations | Légende : Qualifications et relégations                                        |
| --------------------------------------- | ------------------------------------------------------------------------------ |
|                                         | Qualifié pour le tour des champions                                            |
|                                         | Qualifié pour le tour de relégation                                            |
|                                         | (T) : Tenant du titre 2002-2003 (P) : Promu (C) : Vainqueur du Trophée Rothman |

#### Matchs
| Résultats (▼dom., ►ext.)                                   | Bal | Bir | Flo | Ham | Hib | Mar | Msi | Pie | Sli | Val |
| Balzan Youths FC (en)                                      |     | 0-1 | 1-5 | 1-0 | 1-0 | 2-4 | 2-1 | 2-0 | 1-3 | 1-2 |
| Birkirkara FC                                              | 3-0 |     | 0-2 | 3-0 | 2-4 | 3-2 | 0-0 | 5-1 | 0-1 | 4-1 |
| Floriana FC                                                | 2-2 | 2-1 |     | 4-1 | 1-2 | 1-2 | 2-1 | 1-1 | 0-2 | 1-1 |
| Hamrun Spartans                                            | 1-1 | 0-6 | 1-1 |     | 1-2 | 0-1 | 0-2 | 0-3 | 0-3 | 2-2 |
| Paola Hibernians FC                                        | 2-1 | 2-1 | 2-4 | 2-1 |     | 3-2 | 1-0 | 0-0 | 0-2 | 2-2 |
| Marsaxlokk FC                                              | 5-1 | 0-1 | 0-0 | 3-2 | 1-1 |     | 2-0 | 1-0 | 2-2 | 2-1 |
| Msida Saint-Joseph                                         | 1-1 | 1-7 | 2-4 | 2-2 | 2-3 | 0-1 |     | 0-2 | 0-1 | 0-2 |
| Pietà Hotspurs                                             | 2-1 | 2-3 | 1-1 | 4-0 | 2-1 | 1-1 | 1-1 |     | 0-3 | 3-3 |
| Sliema Wanderers FC                                        | 4-2 | 0-1 | 4-1 | 4-0 | 0-0 | 2-1 | 1-4 | 1-3 |     | 1-0 |
| La Vallette FC                                             | 1-2 | 0-0 | 2-1 | 2-0 | 2-4 | 2-0 | 3-1 | 1-2 | 0-3 |     |
| - Victoire à domicile - Match nul - Victoire à l'extérieur |     |     |     |     |     |     |     |     |     |     |

### Phase 2

#### Classement
| Rang | Équipe                      | Pts | J  | G  | N | P  | Bp | Bc | Diff |
| ---- | --------------------------- | --- | -- | -- | - | -- | -- | -- | ---- |
| 1    | Sliema Wanderers FC (T) (C) | 43  | 28 | 20 | 3 | 5  | 61 | 27 | +34  |
| 2    | Birkirkara FC               | 39  | 28 | 17 | 5 | 6  | 59 | 30 | +29  |
| 3    | Paola Hibernians FC         | 35  | 28 | 16 | 4 | 8  | 47 | 38 | +9   |
| 4    | Marsaxlokk FC               | 27  | 28 | 12 | 6 | 10 | 46 | 39 | +7   |
| 5    | Pietà Hotspurs              | 23  | 28 | 9  | 9 | 10 | 40 | 40 | 0    |
| 6    | Floriana FC                 | 18  | 28 | 8  | 7 | 13 | 41 | 51 | -10  |

| Rang | Équipe                    | Pts | J  | G  | N | P  | Bp | Bc | Diff |
| ---- | ------------------------- | --- | -- | -- | - | -- | -- | -- | ---- |
| 7    | La Vallette FC            | 27  | 24 | 11 | 5 | 8  | 41 | 33 | +8   |
| 8    | Msida Saint-Joseph (P)    | 18  | 24 | 6  | 5 | 13 | 32 | 42 | -10  |
| 9    | Balzan Youths FC (en) (P) | 15  | 24 | 7  | 3 | 14 | 28 | 51 | -23  |
| 10   | Hamrun Spartans           | 3   | 24 | 0  | 5 | 19 | 16 | 60 | -44  |

| Légende : Qualifications et relégations | Légende : Qualifications et relégations                                                     |
| --------------------------------------- | ------------------------------------------------------------------------------------------- |
|                                         | Ligue des champions 2004-2005 (1er Tour de qualification)                                   |
|                                         | Coupe UEFA 2004-2005 (1er Tour de qualification)                                            |
|                                         | Coupe Intertoto 2004 (1er Tour)                                                             |
|                                         | Relégation en First Division Maltaise                                                       |
|                                         | (T) : Tenant du titre 2002-2003 (P) : Promu en 2002-2003 (C) : Vainqueur du Trophée Rothman |

#### Matchs
| Résultats (▼dom., ►ext.)                                   | Bir | Flo | Hib | Mar | Pie | Sli |
| Birkirkara FC                                              |     | 2-0 | 3-1 | 1-3 | 1-1 | 2-1 |
| Floriana FC                                                | 0-1 |     | 1-2 | 1-5 | 1-4 | 0-2 |
| Paola Hibernians FC                                        | 0-1 | 3-1 |     | 0-3 | 1-0 | 3-0 |
| Marsaxlokk FC                                              | 3-4 | 0-0 | 1-4 |     | 0-0 | 0-2 |
| Pietà Hotspurs                                             | 1-1 | 2-3 | 0-1 | 2-0 |     | 1-5 |
| Sliema Wanderers FC                                        | 2-2 | 4-1 | 3-1 | 3-1 | 2-1 |     |
| - Victoire à domicile - Match nul - Victoire à l'extérieur |     |     |     |     |     |     |

| Résultats (▼dom., ►ext.)                                   | Bal | Ham | Msi | Val |
| Balzan Youths FC (en)                                      |     | 2-0 | 0-3 | 0-5 |
| Hamrun Spartans                                            | 1-2 |     | 1-3 | 0-1 |
| Msida Saint-Joseph                                         | 2-1 | 3-3 |     | 0-1 |
| La Vallette FC                                             | 3-1 | 3-0 | 1-3 |     |
| - Victoire à domicile - Match nul - Victoire à l'extérieur |     |     |     |     |

## Bilan de la saison
| Tableau d'Honneur       |                     |
| Compétition             | Vainqueur           |
| Premier League Maltaise | Sliema Wanderers FC |
| Trophée Rothman         | Sliema Wanderers FC |
| Supercoupe de Malte     | Birkirkara FC       |

| Qualifications européennes 2004-2005 |                             |
| Ligue des champions                  | Qualifiés                   |
| 1er tour de qualification            | Sliema Wanderers FC         |
| Coupe UEFA                           | Qualifiés                   |
| 1er tour de qualification            | Marsaxlokk FC Birkirkara FC |
| Coupe Intertoto                      | Qualifiés                   |
| 1er tour                             | Paola Hibernians FC         |

| Promotions et relégations           |                                       |
| Relégués en First Division Maltaise | Balzan Youths FC (en) Hamrun Spartans |
| Promus de First Division Maltaise   | St. Patrick FC Lija Athletic FC       |